# Mario Sberna
Mario Sberna (Brescia, 19 settembre 1960) è un politico italiano.

## Biografia
Alle elezioni comunali di Brescia del 2003 è candidato come indipendente nella lista della Margherita a sostegno di Paolo Corsini e viene eletto consigliere comunale con delega per i temi della pace, della solidarietà e dell'immigrazione.

### Elezione a deputato
Alle elezioni politiche del 2013 viene candidato nella circoscrizione IV Lombardia per Scelta Civica con Monti per l'Italia e viene eletto deputato della XVII legislatura della Repubblica Italiana. Il 10 dicembre 2013 aderisce al gruppo parlamentare Per l'Italia. Il 4 luglio 2014 è tra i fondatori del movimento Democrazia Solidale con Lorenzo Dellai e Andrea Olivero.

### COVID-19
Nel giugno 2020 dichiara che dopo essersi gravemente ammalato di COVID-19 è stato ricoverato agli Spedali Civili di Brescia. Denuncia al Corriere della Sera la malagestione dell'emergenza sanitaria da parte di regione Lombardia.